# Guido Bentivoglio
Guido Bentivoglio d'Aragona (Ferrara, 4 de octubre de 1577-7 de septiembre de 1644) fue un cardenal italiano de la Iglesia católica, creado en el consistorio del 11 de enero de 1621 por el papa Paulo V.
El cardenal Bentivoglio fue embajador pontificio en Flandes (1607-1615) y en París (1616-1621). De su estancia en Flandes se debe la publicación del libro histórico De la guerra de Flandes, donde describe en un estilo elocuente las guerras religiosas en los Países Bajos. Autor también del libro Memorias, cartas y relaciones diplomáticas. Bentivoglio fue un gran mecenas del arte y la cultura.
Muerto durante el transcurso del cónclave de 1644 antes de cumplir 67 años, fue enterrado en la Iglesia de San Silvestro al Quirinale en Roma.

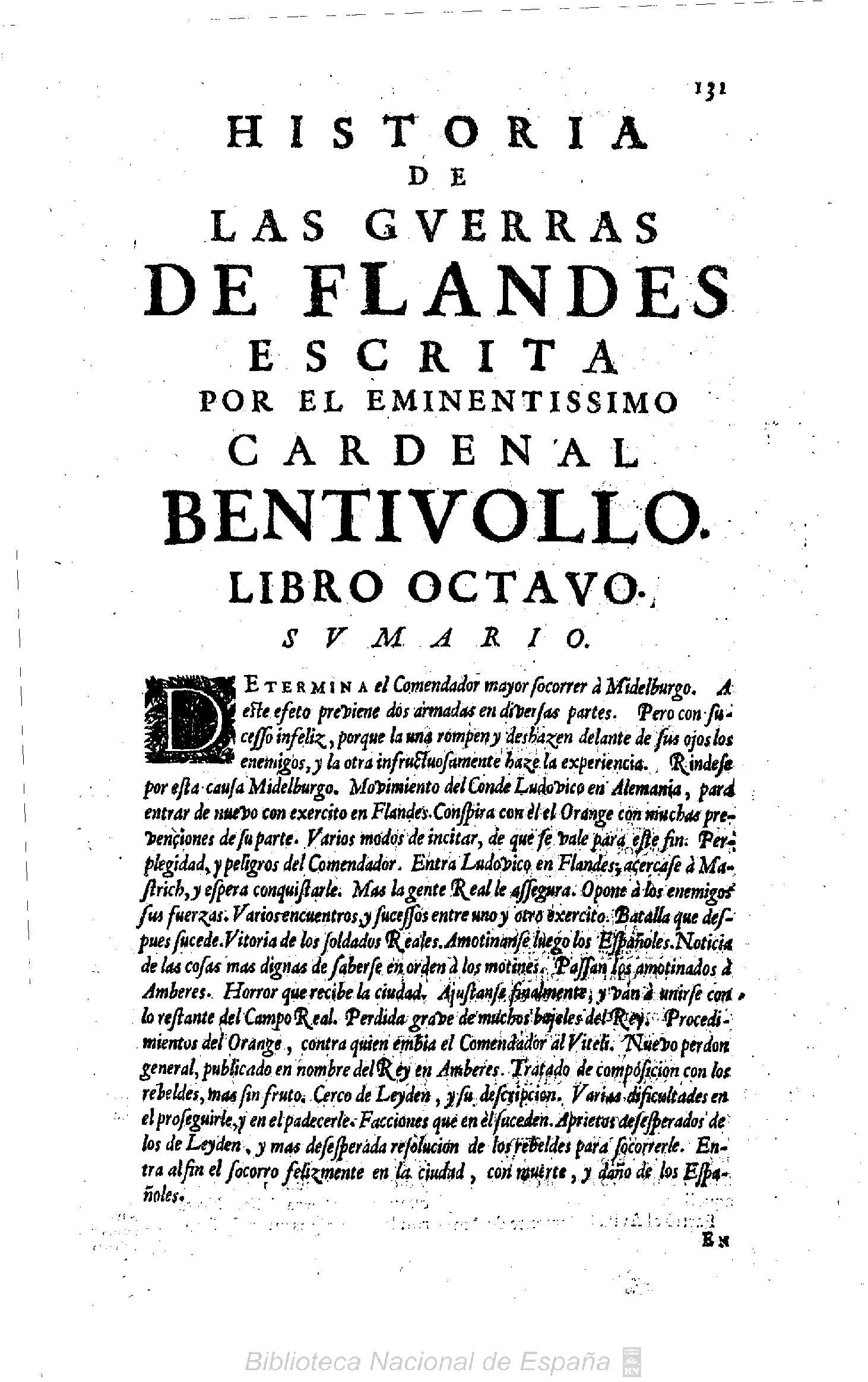
Las guerras de Flandes de Guido Bentivoglio, 1687.